# Mandres/Ağıllar
Mandres (griechisch Μάντρες oder Μάνδρες) bzw. Ağıllar ist ein Dorf auf der Karpas-Halbinsel im Norden der Mittelmeerinsel Zypern. Die Gemeinde liegt im Distrikt İskele der Türkischen Republik Nordzypern, zwölf Kilometer nordwestlich der Distriktshauptstadt und fünf Kilometer südöstlich von Akanthou/Tatlısu. 2011 hatte der bis in die 1970er Jahre ausschließlich von bis zu knapp 400 Zyperngriechen bewohnte Ort wieder 188 Einwohner.
Der türkische Name Ağıllar ist eine Übersetzung des griechischen Namens Mandres. Beides bedeutet ‚Schafspferch‘.

## Geschichte
Bei der ersten und einzigen osmanischen Volkszählung, die im Jahr 1831 stattfand, zählte man die Haushaltsvorstände und registrierte die Religion. Dabei ermittelte man in Mandres 25 Christen, die man später einfach „Griechen“ nannte, auch wenn sie nicht-orthodox waren. In den Zählungen unter britischer Kolonialherrschaft ermittelte man 1891 145 Einwohner, zehn Jahre später 189, 1911 waren es 204, wobei in diesem Jahr ein einziger, 1921 zwei „Türken“ im Dorf registriert wurden. Das Dorf war bis 1921 auf 260 Einwohner angewachsen und zählte 1931 bereits 296, um bis 1946 auf 370 Einwohner anzuwachsen. 1960 erreichte die Einwohnerzahl mit 398 den höchsten Stand. Dabei hatte nur 1946 erneut ein einziger Zyperntürke im Dorf gelebt. Bis 1973 ging die Einwohnerzahl leicht auf 354 zurück.
Als die Besetzung des Nordens Zyperns durch türkische Streitkräfte einsetzte, flohen im August 1974 alle Bewohner südwärts.
Nach der Besetzung siedelten sich Zyperntürken aus umgebenden Dörfern, etwa aus Altınova/Agios Iakovos in Mandres an, das umbenannt wurde, wie fast alle griechischsprachigen Dörfer. 1976 und 1977 wurden Türken aus Çivril, einer Stadt im Landkreis der Provinz Denizli in Südwestanatolien, sowie aus Çarşamba in der Schwarmeerprovinz Samsun in Mandres angesiedelt. 1978 zählte der Ort wieder 108 Einwohner, eine Zahl, die bis 1996 auf 172 anstieg. Seither steigt die Bevölkerungszahl nur noch langsam. 2006 zählte der inzwischen Ağıllar genannte Ort 172 Einwohner, 2011 waren es 188.